# Anamaria Ioniță
Anamaria Ioniță (Necoară după căsătorie, n. 7 iulie 1988, Brăila, România) este o fostă alergătoare română specializată în proba de 400 metri și 400 metri garduri.

## Carieră
Brăileanca este multiplă campioană națională și balcanică, de două ori finalistă la Campionatele Europene și o dată finalistă la Campionatele Mondiale.
La Campionatul Mondial în sală din 2008 sportica a obținut locul 5 cu ștafeta de 4×400 m a României (Angela Moroșanu, Anamaria Ioniță, Mirela Lavric, Iuliana Popescu). La Universiada din 2009 a ocupat locul 8 la 400 m. În anul 2010 ștafeta României (Angela Moroșanu, Anamaria Ioniță, Bianca Răzor, Mirela Lavric) a ocupat locul 6 la Campionatul European de la Barcelona.
Împreună cu Adelina Pastor, Sanda Belgyan și Andrea Miklos, a obținut calificarea la Jocurile Olimpice din 2016 după ce a obținut locul 7 în finala Campionatului European de la Amsterdam în proba de ștafetă 4×400 m. La Rio de Janeiro româncele s-au clasat pe locul 12.

## Realizări
| An   | Competiție                               | Locație                  | Loc | Eveniment     | Note    |
| ---- | ---------------------------------------- | ------------------------ | --- | ------------- | ------- |
| 2005 | Campionatul Mondial de Juniori (sub 18)  | Marrakech, Maroc         | 10  | 400 m garduri | 1:01,60 |
| 2005 | Campionatul Mondial de Juniori (sub 18)  | Marrakech, Maroc         | 7   | ștafetă mixtă | 2:10,93 |
| 2005 | Campionatul European de Juniori (sub 20) | Kaunas, Lituania         | 8   | 4×400 m       | NT      |
| 2006 | Campionatul Mondial de Juniori (sub 20)  | Beijing, China           | 18  | 400 m         | 55,81   |
| 2006 | Campionatul Mondial de Juniori (sub 20)  | Beijing, China           | 12  | 4×400 m       | 3:44,45 |
| 2007 | Campionatul European de Juniori (sub 20) | Hengelo, Olanda          | 21  | 400 m         | 56,23   |
| 2007 | Campionatul European de Juniori (sub 20) | Hengelo, Olanda          | 6   | 4×400 m       | 3:39,67 |
| 2008 | Campionatul Mondial în sală              | Valencia, Spania         | 5   | 4×400 m       | 3:36,79 |
| 2009 | Universiada                              | Belgrad, Serbia          | 8   | 400 m         | 53,59   |
| 2009 | Campionatul European de Tineret (sub 23) | Kaunas, Lituania         | 16  | 200 m         | 24,16   |
| 2009 | Campionatul European de Tineret (sub 23) | Kaunas, Lituania         | 8   | 4×400 m       | 3:38,43 |
| 2010 | Campionatul European                     | Barcelona, Spania        | 6   | 4×400 m       | 3:29,75 |
| 2015 | Campionatul Mondial                      | Beijing, China           | 11  | 4×400 m       | 3:28,60 |
| 2016 | Campionatul European                     | Amsterdam, Olanda        | 7   | 4×400 m       | 3:30,63 |
| 2016 | Jocurile Olimpice                        | Rio de Janeiro, Brazilia | 12  | 4×400 m       | 3:29,87 |

## Recorduri personale
| Probă                | Performanță | Dată              | Locație        |
| -------------------- | ----------- | ----------------- | -------------- |
| 400 m                | 52,62       | 19 iulie 2008     | Argos Orestiko |
| 100 m garduri        | 13,37       | 16 iulie 2017     | Novi Pazar     |
| 400 m garduri        | 58,67       | 17 iulie 2010     | București      |
| 4×400 m              | 3:28,60     | 29 august 2015    | Beijing        |
| 400 m în sală        | 54,15       | 25 februarie 2016 | Istanbul       |
| 60 m garduri în sală | 8,40        | 21 februarie 2016 | București      |
| 4×400 m în sală      | 3:36,79     | 9 martie 2008     | Valencia       |